# أورايوكاسترو
أوريوكاسترون (Ωραιόκαστρον) هي مدينة في ثيسالونيكي في مقاطعة فوريا إلادا في اليونان.